# Hicham Bouchicha
Hicham Bouchicha (* 19. Mai 1989 in Jijel) ist ein algerischer Leichtathlet, der sich auf die 3000 Meter Hindernis spezialisiert hat.

## Sportliche Laufbahn
Hicham Bouchicha nahm 2010 erstmals im Hindernislauf an den Algerischen Meisterschaften teil und gewann auf Anhieb die Bronzemedaille. Ein Jahr darauf gewann er bei den gleichen Meisterschaften die Goldmedaille, wobei er sich um mehr als 15 Sekunden im Vergleich zur Vorsaison, auf eine Bestzeit von 8:36,81 min steigerte. 2012 wurde er Algerischer Vizemeister. 2013 trat er im Frühjahr in Bydgoszcz im Erwachsenenrennen bei den Crosslauf-Weltmeisterschaften an, das er auf dem 21. Platz beendete. In seinem ersten Hinderniswettkampf der Saison verbesserte er sich anschließend im Juni auf eine Zeit von 8:20,11 min. Ende Juni ging er im türkischen Mersin bei den Mittelmeerspielen an den Start, bei denen er den siebten Platz belegte. Durch seine Bestleistung schaffte er es zudem sich für die Weltmeisterschaften in Moskau zu qualifizieren, bei denen er im August an den Start ging. Als Sechster seines Vorlaufes verpasste er dabei den Einzug in die nächste Runde. 2015 gelang es Bouchicha erneut sich für die Weltmeisterschaften zu qualifizieren. Diesmal gelang es ihm in das Finale einzuziehen, in dem er als 14. das Ziel erreichte. Einen Monat später trat er in Brazzaville bei den Afrikaspielen an und belegte dort im Finale den neunten Platz. Zum Abschluss des Wettkampfjahres nahm er in Südkorea an den Militärweltspielen teil, bei denen er Zehnter wurde.
2016 gelang es Bouchicha sich für die Olympischen Sommerspiele in Rio de Janeiro zu qualifizieren. Dort lief er im Vorlauf in 8:33,61 min allerdings seine schwächste Zeit der Saison und schied damit als Achter seines Laufes vorzeitig aus. Ein Jahr darauf nahm er in London zum dritten Mal an Weltmeisterschaften teil. Nach dem Finaleinzug 2015, schied er diesmal nach dem Vorlauf aus. 2018 trat Bouchicha in Tarragona erneut bei den Mittelmeerspielen an. Wie bereits 2013 erreichte er dabei erneut den siebten Platz im Finale. 2019 siegte er zum zweiten Mal bei den Algerischen Meisterschaften. Im Oktober nahm er, ebenfalls zum zweiten Mal, an den Militärweltspielen teil und belegte dort den elften Platz. Nachdem er 2020 keinen Wettkampf bestritten hatte, lief er Anfang Mai 2021 in Mersin eine neue Bestzeit von 8:15,88 min und verbesserte sich damit erstmals seit der Saison 2013. Zudem erfüllte er Norm um bei den Olympischen Sommerspielen in Tokio an den Start gehen zu können, für die er sich das Ziel setzte in das Finale einzuziehen. Dieses Ziel verpasste er sehr deutlich, als er im Vorlauf in Tokio nur drei Athleten hinter sich ließ.
2022 gewann er Ende bei seiner dritten Teilnahme an den Mittelmeerspielen mit Bronze seine erste Medaille im Hindernislauf. Im Sommer nahm er an seinen insgesamt vierten Weltmeisterschaften teil. Er trat er im zweiten der drei Vorläufe an, verpasste als Neunter des Laufes allerdings den Einzug in das Finale. 2023 siegte er im Hindernislauf bei den Panarabischen Spielen in seinem Heimatland.

## Wichtige Wettbewerbe
| Jahr                 | Veranstaltung                 | Ort                  | Platz                | Disziplin            | Zeit                 |
| Startet für Algerien | Startet für Algerien          | Startet für Algerien | Startet für Algerien | Startet für Algerien | Startet für Algerien |
| -------------------- | ----------------------------- | -------------------- | -------------------- | -------------------- | -------------------- |
| 2013                 | Crosslauf-Weltmeisterschaften | Bydgoszcz            | 21.                  | Erwachsenenrennen    | 33:54 min            |
| 2013                 | Mittelmeerspiele              | Mersin               | 7.                   | 3000 m Hindernis     | 8:33,38 min          |
| 2013                 | Weltmeisterschaften           | Moskau               | 20.                  | 3000 m Hindernis     | 8:28,56 min          |
| 2015                 | Weltmeisterschaften           | Peking               | 14.                  | 3000 m Hindernis     | 8:22,79 min          |
| 2015                 | Afrikaspiele                  | Brazzaville          | 9.                   | 3000 m Hindernis     | 8:38,92 min          |
| 2015                 | Militärweltspiele             | Mungyeong            | 10.                  | 3000 m Hindernis     | 8:50,89 min          |
| 2016                 | Olympische Sommerspiele       | Rio de Janeiro       | 24.                  | 3000 m Hindernis     | 8:33,61 min          |
| 2017                 | Weltmeisterschaften           | London               | 20.                  | 3000 m Hindernis     | 8:30,01 min          |
| 2018                 | Mittelmeerspiele              | Tarragona            | 7.                   | 3000 m Hindernis     | 8:40,43 min          |
| 2019                 | Militärweltspiele             | Wuhan                | 11.                  | 3000 m Hindernis     | 8:49,97 min          |
| 2021                 | Olympische Sommerspiele       | Tokio                | 44.                  | 3000 m Hindernis     | 8:44,75 min          |
| 2022                 | Mittelmeerspiele              | Oran                 | 3.                   | 3000 m Hindernis     | 8:23,95 min          |
| 2022                 | Weltmeisterschaften           | Eugene               | 25.                  | 3000 m Hindernis     | 8:27,39 min          |

## Persönliche Bestleistungen
- 1500 m: 3:40,92 min, 15. Mai 2013, Algier
- 3000 Meter Hindernis: 8:15,88 min, 2. Mai 2021, Mersin